# L'Oiseau à l'aile brisée
L'Oiseau à l'aile brisée (The Bird with the Broken Wing) est une nouvelle policière et fantastique d'Agatha Christie mettant en scène Harley Quinn et Mr Satterthwaite.
La nouvelle a été directement publiée en recueil en 1930 dans The Mysterious Mr Quin au Royaume-Uni et aux États-Unis. Elle a été publiée pour la première fois en France dans le recueil Mr Quinn en voyage en 1969.
À la suite d'une soirée conviviale, une jeune femme est retrouvée pendue dans sa chambre. Suicide ou meurtre ? La police soupçonne d'abord l'époux, puis l'homme dont la défunte était amoureuse. M. Satterthwaite résoudra l'affaire.

## Personnages
- M. Satterthwaite : sexagénaire, amateur d'énigmes policières.
- Harley Quinn : homme mystérieux (rôle très secondaire dans le récit).
- Madge Keeley : amie de M. Satterthwaite.
- David Keely : père de Madge.
- Roger Graham : futur époux de Madge.
- Mme Graham : mère de Roger Graham.
- Mabelle Annesley : jeune femme, épouse de Gérard Annesley, retrouvée pendue.
- Gérard Annesley : époux de Mabelle.
- Doris Coles : femme invitée lors de la soirée chez les Keely.
- Inspecteur Winkfield : policier du comté chargé de l'enquête.

## Résumé
La nouvelle est composée de deux chapitres. 
Dans un premier court chapitre, qui fait œuvre d'introduction, M. Satterthwaite reçoit un message de M. Quinn au cours d'une séance de spiritisme. Le message lui demande de se rendre à Laidell, là où habite Madge Keeley, une amie de Satterthwaite. Ce dernier s'y rend et est convié à une soirée entre amis qui doit s'y tenir : Madge annonce ses fiançailles avec Roger Graham. La soirée a lieu, au cours de laquelle Satterthwaite rencontre notamment Mabelle, une jeune femme qui lui fait penser à un oiseau à l'aile brisée. La soirée se conclut sur un air de musique que joue Mabelle avec son ukulélé. Puis tous vont se coucher dans les chambres d'amis respectives.
Au début du second chapitre, on apprend au petit matin que Mabelle a été retrouvée pendue dans sa chambre. La police est appelée. Mais au fait, s'agit-il réellement d'un suicide, ou plutôt un meurtre ? Les soupçons se dirigent en priorité vers Gérard, l'époux de Mabelle, puisqu'il dormait dans la même chambre que son épouse et n'a théoriquement pas pu ignorer la pendaison. Peut-être l'a-t-il aidée, ou tuée ? Gérard affirme qu'il s'est couché avant son épouse et qu'il s'est endormi d'un coup, sans se réveiller durant la nuit.
Puis Satterthwaite interroge l'un des autres participants à la soirée, Roger Graham : Mabelle était amoureuse de lui. Bien qu'ayant trouvé des lettres d'amour échangées entre Mabelle et Roger, brûlées par Mme Graham, la piste s'effondre.
En fin de compte, Satterthwaite découvre comment le meurtrier s'y est pris : il a décroché l'une des cordes de l’ukulélé, s'en est servi pour étrangler la jeune femme, et a remis la corde sur l’instrument de musique. Toutefois, il s'est trompé en remettant en place la corde, qu'il a oubliée d'accorder correctement.
Le meurtrier est David Keely. Il déclare avoir étranglé la jeune femme sans motif, pour se prouver qu'il pouvait tuer quelqu'un ! Sous les yeux atterrés de l’assistance, il est menotté et emmené au commissariat de police. La nouvelle se termine par un entretien entre M. Satterthwaite et Harley Quinn.

## Publications
La nouvelle a été directement publiée en recueil :
- en 1930, au Royaume-Uni et aux États-Unis, dans The Mysterious Mr Quin[1] (avec 11 autres nouvelles) ;
- en 1969, en France, dans Mr Quinn en voyage (avec 5 autres nouvelles) ;
- en 1991, en France, dans Le Mystérieux Mr Quinn (réédition fusionnant les deux recueils de 1969, Le Mystérieux Mr Quinn et Mr Quinn en voyage).

Par la suite, la nouvelle a fait l'objet de publications dans des revues :
- en décembre 1953, au Royaume-Uni, dans le no 4 (vol. 3) de la revue MacKill's Mystery Magazine[2] ;
- en décembre 1954, aux États-Unis, dans le no 6 (vol. 2) de la revue The Saint Detective Magazine[3] ;
- en juin 1955, en Australie, dans le no 4 (vol. 2) de la revue The Saint Detective Magazine (Australia)[4] ;
- en août 1955, au Royaume-Uni, dans le no 10 (vol. 1) de la revue The Saint Detective Magazine (UK)[5] ;
- en janvier 1956, en France, dans le no 11 de la revue Le Saint détective magazine[6].

## Autour de la nouvelle
Dans la deuxième page de la nouvelle, lors de la séance de spiritisme, les convives se demandent si la lettre déterminée par l'esprit est un « N ou M » ? Onze ans plus tard, Agatha Christie écrira le roman d'espionnage N. ou M. ?.